# Coppa del Presidente dell'AFC 2006
La Coppa del Presidente dell'AFC 2006 è la seconda edizione della Coppa del Presidente dell'AFC, una competizione calcistica internazionale per squadre di club asiatiche provenienti da quelle nazioni categorizzate come "emergenti" dalla Asian Football Confederation. Tutte le partite vennero disputate nel maggio 2006 a Kuching, Malaysia.

## Fase a gironi

### Gruppo A
| Squadra          | Pti | G | V | N | P | GF | GS | DR |
| ---------------- | --- | - | - | - | - | -- | -- | -- |
| Khemara          | 7   | 3 | 2 | 1 | 0 | 8  | 3  | 5  |
| Tatung           | 6   | 3 | 2 | 0 | 1 | 10 | 6  | 4  |
| Transport United | 3   | 3 | 1 | 0 | 2 | 2  | 7  | -5 |
| Pakistan Army    | 1   | 3 | 0 | 1 | 2 | 2  | 6  | -4 |

| 10 maggio 2006   |       |                  |                          |       |
| Pakistan Army    | 1 – 4 | Tatung           | Sarawak Stadium, Kuching | 17:30 |
| Khemara          | 2 – 1 | Transport United | Sarawak Stadium, Kuching | 20:00 |
| 12 maggio 2006   |       |                  |                          |       |
| Transport United | 1 – 0 | Pakistan Army    | Sarawak Stadium, Kuching | 19:30 |
| 13 maggio 2006   |       |                  |                          |       |
| Tatung           | 1 – 5 | Khemara          | Sarawak Stadium, Kuching | 10:00 |
| 14 maggio 2006   |       |                  |                          |       |
| Pakistan Army    | 1 – 1 | Khemara          | Sarawak Stadium, Kuching | 16:00 |
| Tatung           | 5 – 0 | Transport United | Sarawak Stadium, Kuching | 18:30 |

### Gruppo B
| Squadra                 | Pti | G | V | N | P | GF | GS | DR |
| ----------------------- | --- | - | - | - | - | -- | -- | -- |
| Vachš                   | 6   | 3 | 2 | 0 | 1 | 6  | 4  | 2  |
| Dordoi-Dynamo           | 6   | 3 | 2 | 0 | 1 | 5  | 3  | 2  |
| Manang Marshyangdi Club | 3   | 3 | 1 | 0 | 2 | 3  | 5  | -2 |
| Ratnam Sports Club      | 3   | 3 | 1 | 0 | 2 | 3  | 5  | -2 |

| 11 maggio 2006          |       |                         |                          |       |
| Manang Marshyangdi Club | 0 – 2 | Ratnam Sports Club      | Sarawak Stadium, Kuching | 18:30 |
| Dordoi-Dynamo           | 0 – 3 | Vachš                   | Sarawak Stadium, Kuching | 21:00 |
| 13 maggio 2006          |       |                         |                          |       |
| Ratnam Sports Club      | 0 – 3 | Dordoi-Dynamo           | Sarawak Stadium, Kuching | 16:00 |
| Vachš                   | 1 – 3 | Manang Marshyangdi Club | Sarawak Stadium, Kuching | 18:30 |
| 15 maggio 2006          |       |                         |                          |       |
| Manang Marshyangdi Club | 0 – 2 | Dordoi-Dynamo           | Sarawak Stadium, Kuching | 16:00 |
| Ratnam Sports Club      | 1 – 2 | Vachš                   | Sarawak Stadium, Kuching | 18:30 |

## Semifinali
| 17 maggio 2006 |       |               |                          |       |
| Khemara        | 0 – 3 | Dordoi-Dynamo | Sarawak Stadium, Kuching | 20:00 |
| 18 maggio 2006 |       |               |                          |       |
| Vachš          | 3 – 1 | Tatung        | Sarawak Stadium, Kuching | 20:00 |

## Finale
| 21 maggio 2006 |             |       |                          |       |
| Dordoi-Dynamo  | 2 – 1 (aet) | Vachš | Sarawak Stadium, Kuching | 20:00 |